# Paratryphera mesnili
Paratryphera mesnili là một loài ruồi trong họ Tachinidae.